# Argozelo
Argozelo es una freguesia portuguesa del municipio de Vimioso, con 29,55 km² de superficie y 809 habitantes (2001). Su densidad de población es de 27,4 hab/km². Argozelo es una de las mayores aldeas del distrito de Braganza, pasó a Villa en 2002 debido a sus condiciones. Argozelo se sitúa a una distancia de 26 km de Braganza y a 13 km de la IP4 que conecta Braganza a España, Argozelo queda a 18 km de Vimioso aproximadamente.

## Historia
Data desde el año 1187, escrito en latín bárbaro y portugués arcaico, la primera designación de esta población fue con los términos Ulgosello y Delgosello por la altura del reinado de D. Afonso III. Existen otras referencias, con nombres diversos, tales como: Ulgoselo, Ulgosello, Ulgusselo Algosello y Vegusello. Estas variaciones del nombre que fueron apareciendo en los más diversos registros, desde documentos ligados a los reyes y a escrituras efectuados por curas ligados a la iglesia denuncian alguna ambigüedad en su denominación, pero por otro lado, flexibilidad de sus gentes.
Fue en la primera mitad del siglo XVII que se juzga haber coexistido los nombres de Algozelo y Argozelo. Este último, ha sido el resultado de evoluciones lingüísticas que fueron moldeando la palabra y llegó a los días de hoy con el actual grafismo Argozelo.